# 再征服
再征服（さいせいふく、仏: Reconquête [ʁəkɔ̃kɛt]）は、フランスの極右政党。2021年設立。設立者及び現在の党首はエリック・ゼムール。

## 沿革

### 前史
2021年9月以降、2022年フランス大統領選挙に向けた世論調査では、極右のジャーナリストで作家のエリック・ゼムールへの支持率が数ヶ月間で急上昇した。一連の世論調査では、現職のエマニュエル・マクロン大統領に対抗して大統領選の第2回選挙に進出する可能性が示唆された（フランス大統領選挙は二段階制）。2021年の共和党大会では共和党の大統領候補となる可能性も取り沙汰されていたが、ゼムールは新党の候補者として名乗りを上げることを選んだ。

### 設立
エリック・ゼムールは2021年11月30日、ユーチューブに投稿したビデオで大統領選への立候補を正式に表明した。3日間で260万人以上が視聴した。
2021年12月5日、正式に再征服（Reconquête）が発足する。ゼムールの故郷セーヌ＝サン＝ドニ県ヴィルパントで開催された設立集会で、ゼムールは15000人の参加者を前に「世界で最も偉大な国の再征服」を宣言した。ゼムールとレコンケートの次期選挙キャンペーン・ディレクターは、元会計検査院判事のサラ・クナフォと退役軍人のベルトラン・ド・ラ・シュネ陸軍中将（軍団将軍）である。また、青年組織のジェネラシオンZ（GÉNÉRATION Z）は、もともとゼムールの大統領選挙を支持するために設立されたが、事後的に党組織となった。
2021年12月、「共和国前進」の候補として2017年に在外フランス人選出の国民議会議員ジョアキム・ソン＝フォルジェが、ゼムールを支持する最初の国会議員となった。元大統領候補で長年右翼として活動してきたフィリップ・ド・ヴィリエ子爵もゼムールと再征服への支持を表明した。ゼムールは数日以内に4万人、数日後には6万人の得たとメディアに発表した。2022年2月、再征服は正式に10万人目の党員を迎えた。
2022年1月、再征服は2人目の国民議会議員として中道右派の共和党に所属していたギヨーム・ペルティエを獲得した。なお、シェローム・リヴィエール（Jérôme Rivière）とジルベール・コラール（Gilbert Collard）が（極右から中道右派路線に近づいた）国民連合（旧国民戦線）から離党したため、2人の欧州議会議員も獲得した。リヴィエールは再征服に参加するまで、欧州議会の極右グループ「アイデンティティと民主主義」のフランス代表団を率いていた。2022年2月初旬、マゼット・グリゾーニ＝ピルバカス（Maxette Grisoni-Pirbakas、グアドループ系の女性議員）が国民連合から離党し、同党は3人目の欧州議会議員を獲得した。ステファヌ・ラヴィエ（Stéphane Ravier）は2022年2月中旬に国民党を離党して党初の元老院議員となり、セバスチャン・ムーラン（Sébastien Meurant）は2022年3月に2人目の元老院議員となった。2022年5月、国民議会議員のミリアーヌ・ウープラン（Myriane Houplain）が再征服に加わった。
大統領候補のゼムールの周辺には、マリオン・マレシャル（マリーヌ・ルペンの姪）、クリスティーヌ・ブータン（Christine Boutin）、ニコラ・ドゥイック（Nicolas Dhuicq）、ジャン＝フレデリック・ポワソン（Jean-Frédéric Poisson）、ジャック・ボンパール（Jacques Bompard）ら元国民議会議員や、ジャン＝イヴ・ル・ガルー（Jean-Yves Le Gallou）、ポール＝マリー・クートー（Paul-Marie Coûteaux）、ブルーノ・メグレら元欧州議会議員らも名を連ねている。

### インターネット上の論争
2022年2月、ゼムールの選挙運動のオンライン部門に潜入していた記者が、フェイスブックとWikipediaに狙いを定めた秘密のオンライン選挙運動の存在を発見し報道した。「影の軍団」は多数のフェイスブックのグループに参加し、ゼムールを支持する内容をポストして可能な限り知名度を上げるように組織されていた。別のオンラインチームのグループは、"WikiZedia"と名付けられたタスクフォースとして、Wikipediaを編集し、フランス語でのゼムールの記事をフランス語版ウィキペディアの最も閲覧されたページとして掲載されることを目的としていた。"WikiZedia"のメンバーは、オンライン百科事典上で可能な限りゼムールのページを推進しそこにリンク付けすることにも関与した。 フランス語版Wikipediaで多大な貢献をしていたベテラン編集者がWikipedia上のゼムールのチームへの活動に関わっていたと発覚し、管理者により編集をブロックされた。 合わせて6人の編集者も同様の措置を取られた。 事案の発覚後すぐに、フランスのウィキメディア財団は、オンライン上での海賊行為と印象操作に対する追跡を行っているフランスメディアのオンライン監視機関であるARCOMに対し報告した。

## 指導
党首はエリック・ゼムール（党創設者で2022年の大統領選挙候補者）、副党首はギヨーム・ペルティエ、マリオン・マレシャル、ニコラ・ベイの三名である。

## イデオロギー
コルベール主義（重商主義）に基づくフランス経済の強化、またフランス国民の「グレート・リプレイスメント」の回避を宣言している。主な選挙時の重点政策は、フランス人のアイデンティティ、教育、税制、産業、独立である。移民削減、脱イスラム化、新たな国外追放法による安全保障強化、コレージュ（前期中等教育機関）制度の見直しによる公的教育レベルの向上、貧困層のフランス国民への減税、経済競争力の向上を提唱している。結成集会で、「移民をほぼゼロにする」こと、亡命失敗者や不法移民の強制送還、NATOの統合軍からの離脱を約束した。
経済政策として、消費者にその製品が国産品（フランス製品）か否かを明確に示す「パトリ・スコア」（Patrie-score）の導入を求めている。
外交政策では、EUからのフランスの財政的・政治的自立の強化を目指す。ゼムールはイギリスのブレグジットへの支持を表明しているが、フランスの状況は異なっており、フランスのEU離脱（フレグジット）は主張していない。その代わりに、「フランスは欧州に属することを望むも、欧州よりもフランスを優先させることを望む」と自身の立場を要約し、EUの拡大を拒否している。また、EUの移民・亡命政策からフランスを離脱させること、フランスの三色旗（トリコロール）を常にEU旗の上に掲げること、EU法よりもフランス法を優先させること、加盟を目指す東欧諸国との加盟交渉を停止することなども綱領に盛り込むと表明している。トルコのEU加盟にも反対している。

### イスラム教
同党は、公共の場でのヒジャブの着用禁止を支持している。
また、ムスリム同胞団（日本政府等からテロ組織認定を受けている）及びムスリム同胞団関連団体のフランスからの追放、ジハード促進団体の禁止、フランス国内のモスク等に所属する導師、説教者の管理強化、礼拝所や説教者に提供される外部資金の管理強化などを主張している。

## 選挙結果

### 大統領選挙
| 年   | 候補者             | 第1回投票 | 第1回投票 | 第1回投票 | 第2回投票 | 第2回投票 | 第2回投票 |
| 年   | 候補者             | 得票数    | %         | 順位      | 得票数    | %         | 順位      |
| ---- | ------------------ | --------- | --------- | --------- | --------- | --------- | --------- |
| 2022 | エリック・ゼムール | 248万5226 | 7.07      | 4th       | N/A       | N/A       | N/A       |

### 国民議会
| 2022 | エリック・ゼムール | 96万4868 | 4.24% | N/A | N/A | 0 / 577 | 0 |

## 著名な党員
- サラ・クナフォ（元会計検査院判事）
- フィリップ・ド・ヴィリエ子爵（弟は元フランス統合参謀総長のピエール・ド・ヴィリエ陸軍大将）
- ギヨーム・ペルティエ
- ジェローム・リヴィエール
- ジャン・メシア
- ジルベール・コラール
- マクセッテ・グリソニ＝ピルバカス
- ステファン・ラビエ
- ベルトラン・ド・ラ・シェネ（退役陸軍中将）
- ニコラ・ベイ
- マリオン・マレシャル（マリオン・マレシャル＝ル・ペン）
- ニコラ・デュイック